# Rogier Wassen
Rogier Wassen (* 9. srpna 1976 v Roermondu, Nizozemsko) je současný nizozemský profesionální tenista.
 Ve své dosavadní kariéře vyhrál 4 turnaje ATP ve čtyřhře.

## Finálové účasti na turnajích ATP (9)

### Čtyřhra - výhry (4)
| Legenda                                                       |
| ATP International Series Gold / ATP World Tour 500 Series (0) |
| ATP International Series / ATP World Tour 250 Series (4)      |

| Č. | Datum             | Turnaj                       | Povrch | Partner          | Soupeři ve finále               | Výsledek         |
| 1. | 15. leden 2006    | Auckland, Nový Zéland        | tvrdý  | Andrei Pavel     | Simon Aspelin Todd Perry        | 6-3, 5-7, 10-4   |
| 2. | 14. leden 2007    | Auckland, Nový Zéland        | tvrdý  | Jeff Coetzee     | Simon Aspelin Chris Haggard     | 6-711, 6-3, 10-2 |
| 3. | 22. červen 2007   | 's-Hertogenbosch, Nizozemsko | tráva  | Jeff Coetzee     | Leander Paes Martin Damm        | 3-6, 7-65, 12-10 |
| 4. | 20. červenec 2008 | Amersfoort, Nizozemsko       | antuka | František Čermák | Jesse Huta Galung Igor Sijsling | 7-5, 7-5         |

### Čtyřhra - prohry (5)
| Legenda                                                       |
| ATP International Series Gold / ATP World Tour 500 Series (0) |
| ATP International Series / ATP World Tour 250 Series (5)      |

| Č. | Datum             | Turnaj                 | Povrch  | Partner          | Vítězové                               | Výsledek         |
| 1. | 30. říjen 2005    | Lyon, Francie          | koberec | Jeff Coetzee     | Michaël Llodra Fabrice Santoro         | 6-3, 6-1         |
| 2. | 22. červenec 2007 | Amersfoort, Nizozemsko | antuka  | Robin Haase      | Juan Pablo Brzezicki Juan Pablo Guzmán | 6-2, 6-0         |
| 3. | 1. březen 2008    | Záhřeb, Chorvatsko     | tvrdý   | Christopher Kas  | Paul Hanley Jordan Kerr                | 6-3, 3-6, 10-8   |
| 4. | 8. únor 2009      | Záhřeb, Chorvatsko     | tvrdý   | Christopher Kas  | Martin Damm Robert Lindstedt           | 6-4, 6-3         |
| 5. | 12. červenec 2009 | Newport, USA           | tráva   | Michael Kohlmann | Jordan Kerr Rajeev Ram                 | 6-76, 7-67, 10-6 |

## Davisův pohár
Rogier Wassen se zúčastnil 3 zápasů v Davisově poháru  za tým Nizozemska s bilancí 0-3 ve čtyřhře.

## Postavení na žebříčku ATP na konci sezóny

### Dvouhra
| Rok    | 1994 | 1995   | 1996   | 1997   | 1998   | 1999   | 2000   | 2001   | 2002   | 2003   | 2004   | 2005    |
| Pořadí | 425. | ▲ 383. | ▲ 336. | ▲ 315. | ▲ 158. | ▼ 261. | ▼ 283. | ▲ 245. | ▼ 262. | ▼ 342. | ▼ 556. | ▼ 1425. |

### Čtyřhra
| Rok    | 1995 | 1996   | 1997   | 1998   | 1999   | 2000   | 2001   | 2002   | 2003   | 2004  | 2005  | 2006  | 2007  | 2008  | 2009  |
| Pořadí | 859. | ▲ 356. | ▲ 197. | ▲ 193. | ▼ 262. | ▲ 235. | ▲ 223. | ▲ 173. | ▲ 114. | ▲ 73. | ▲ 49. | ▲ 44. | ▲ 27. | ▼ 37. | ▼ 48. |